# Rue de Hollerich
La rue de Hollerich (en luxembourgeois : Hollerecher Stross) est une rue qui se situe dans le quartier de la gare dans la ville de Luxembourg,. Elle s'étend de la place de la Gare vers l'ouest jusqu'à la place de Hollerich.
La route nationale 56 s'étend sur toute sa longueur.

## Histoire
Après la fusion des communes de Hamm, Hollerich et du Rollingergrund à la ville de Luxembourg en 1920, plusieurs rues ont dû être renommées en raison de la répétition de plusieurs odonymes. Jusqu'en 1925, la rue de Hollerich s'appelait « rue de la Gare », avant qu'elle ne prenne son nom actuel.
Dans les années 2020, un nouveau quartier nommé, Nei Hollerech, naît sur les sites d'anciens bâtiments industriels de l'usine Heintz Van Landewyck et de Paul Wurth S.A..

## Bâtiments
- La salle de concert Den Atelier
- Cité de la Sécurité sociale

## Images

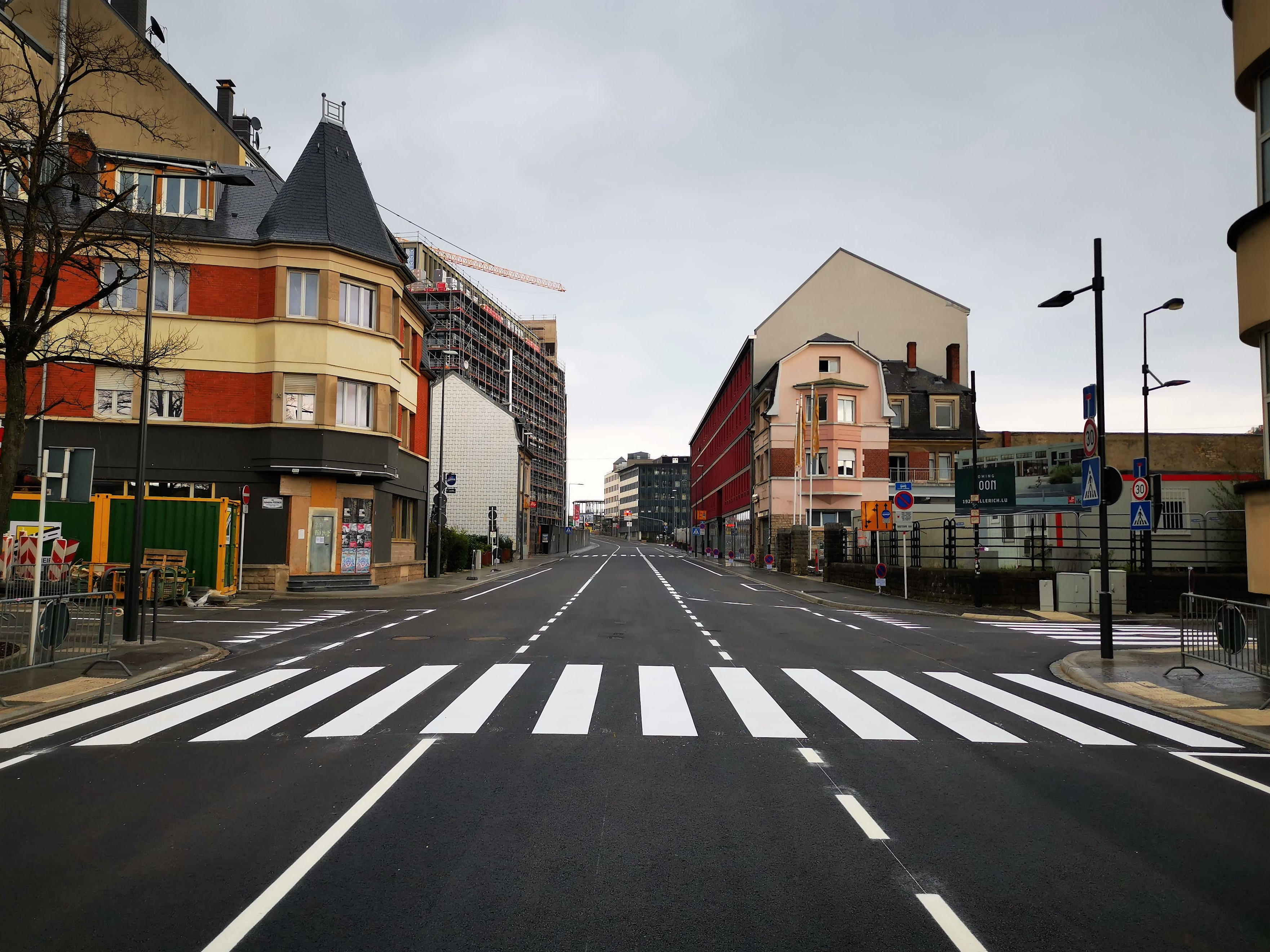
La rue de Hollerich
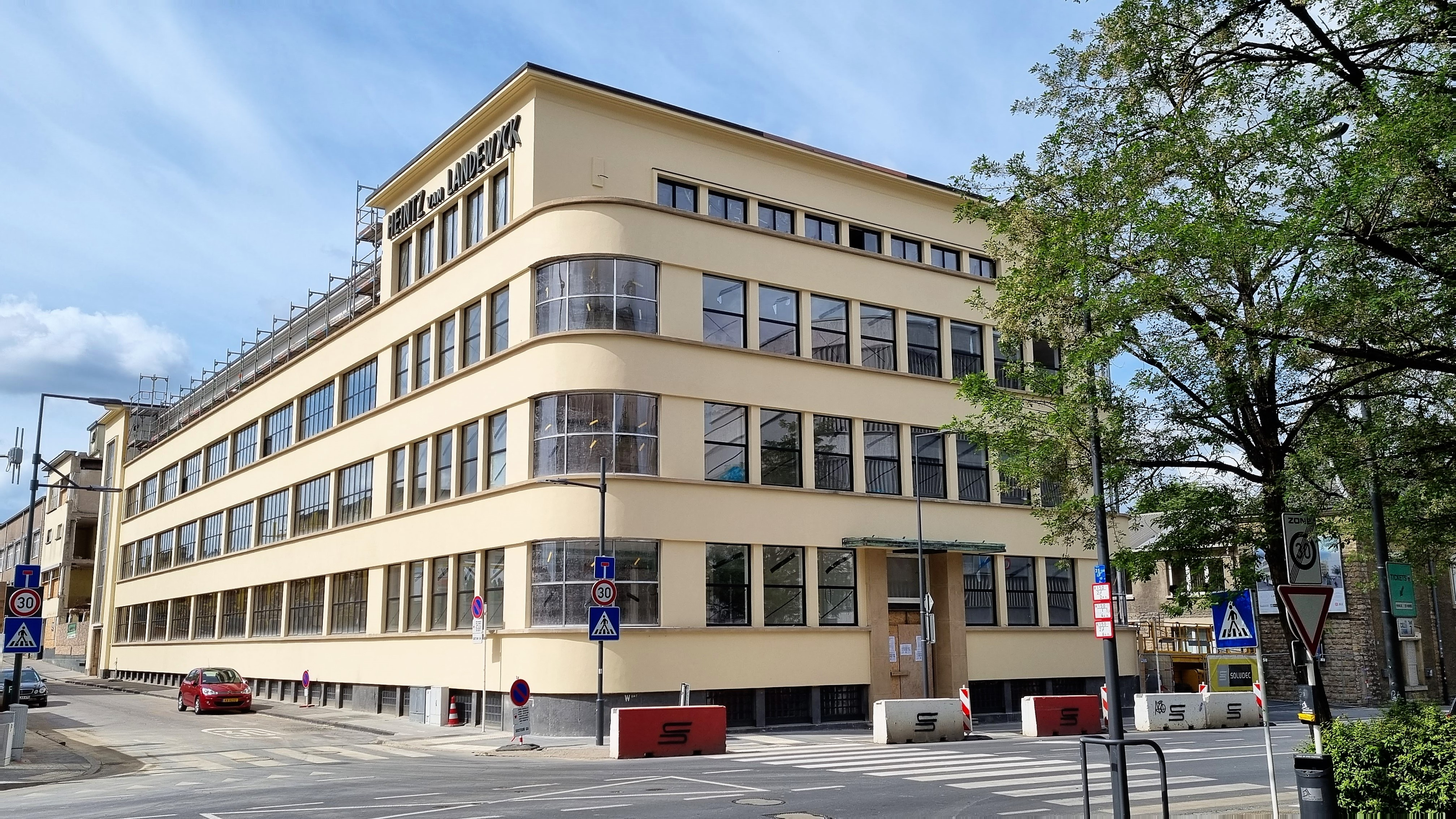
Ancien siège de Heintz Van Landewyck
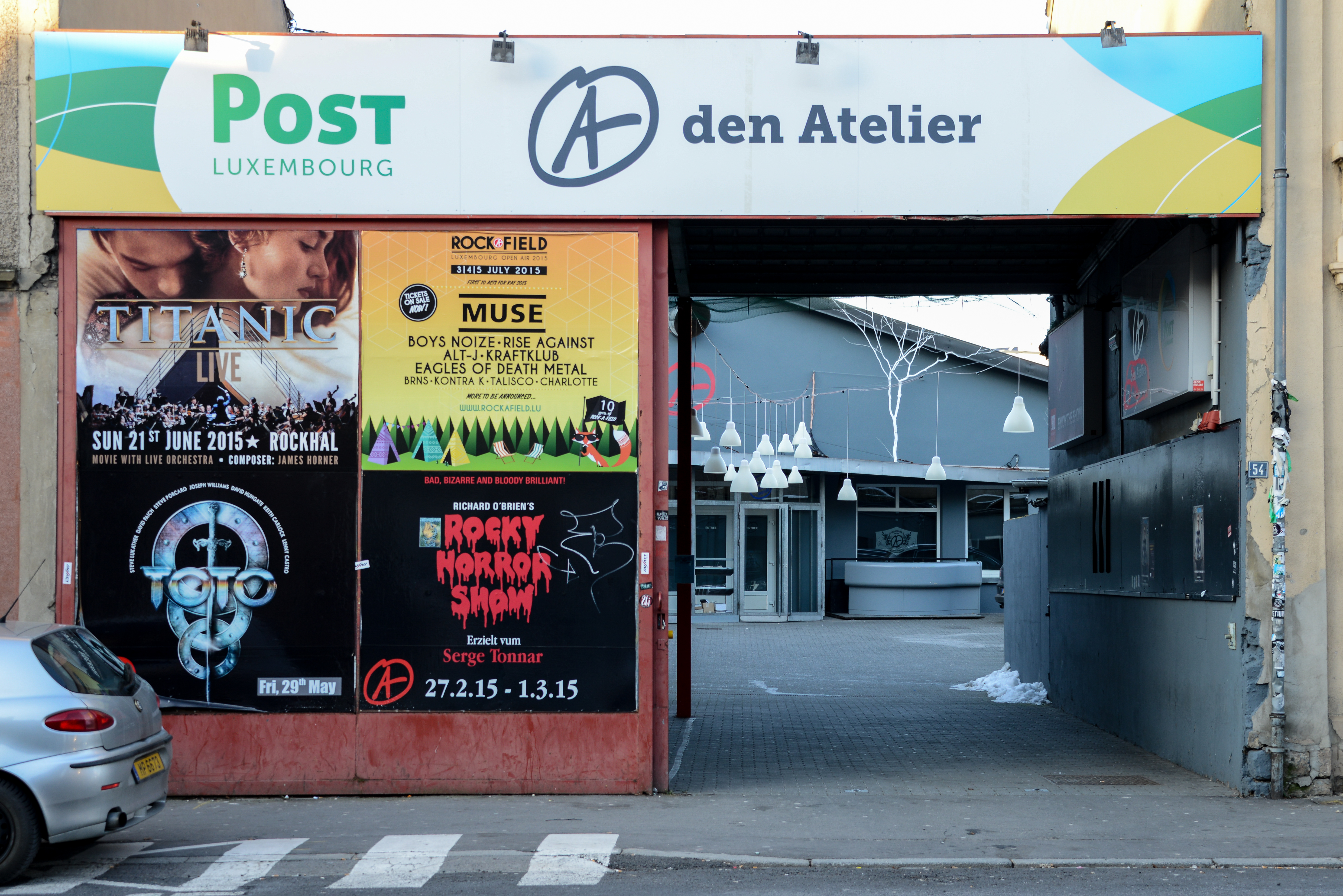
Den Atelier
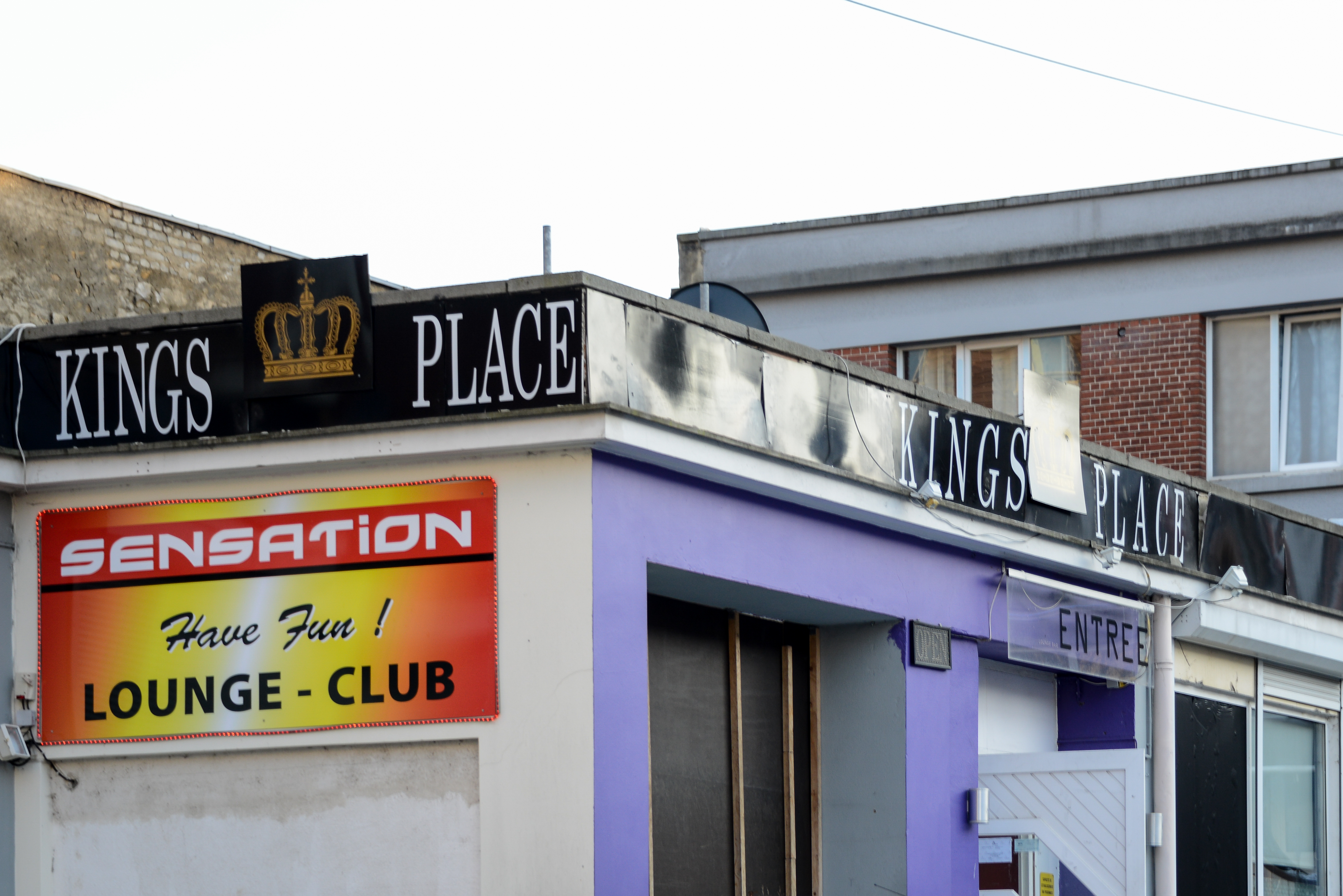
Kings Place
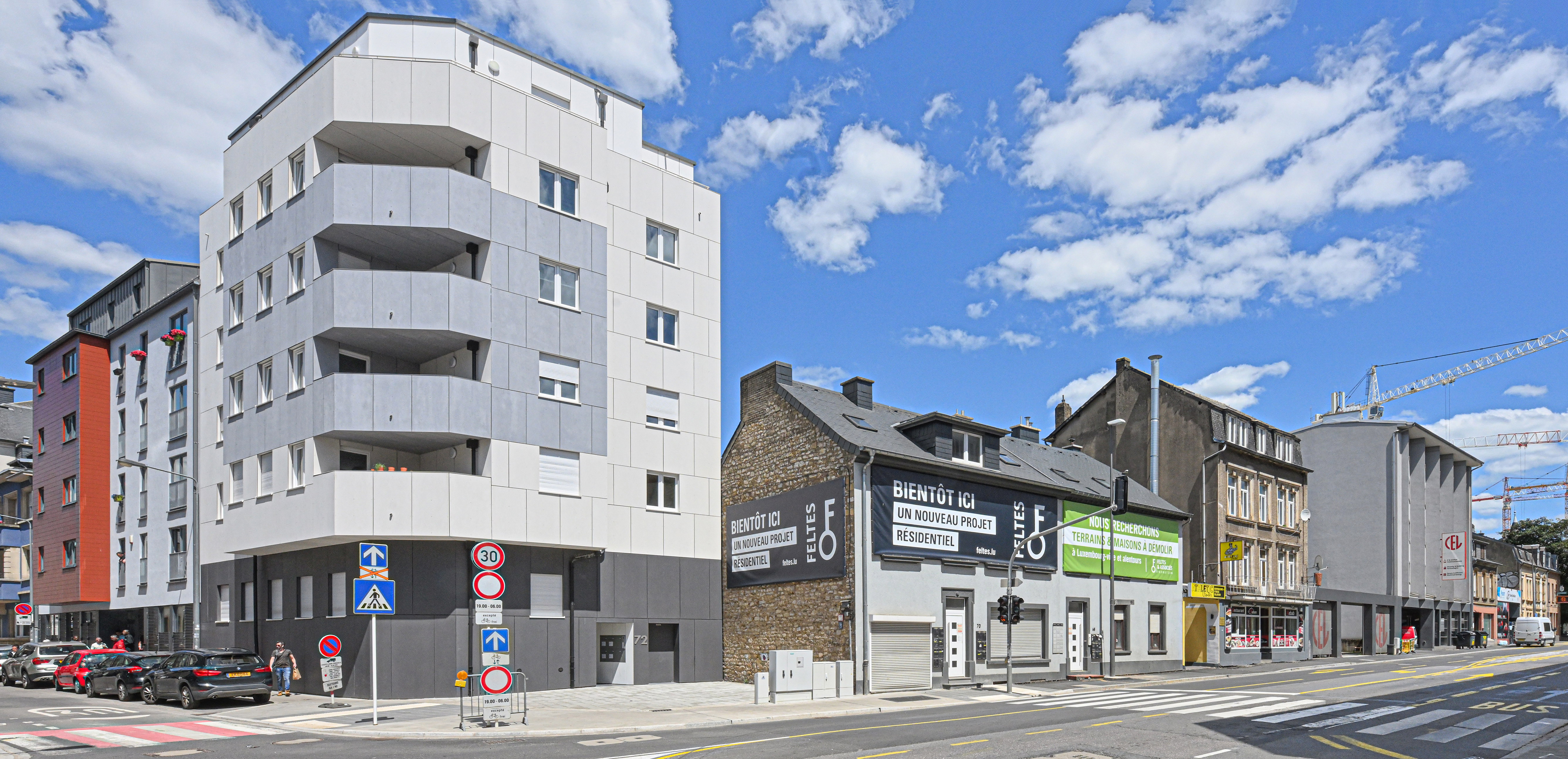
no  70-62.
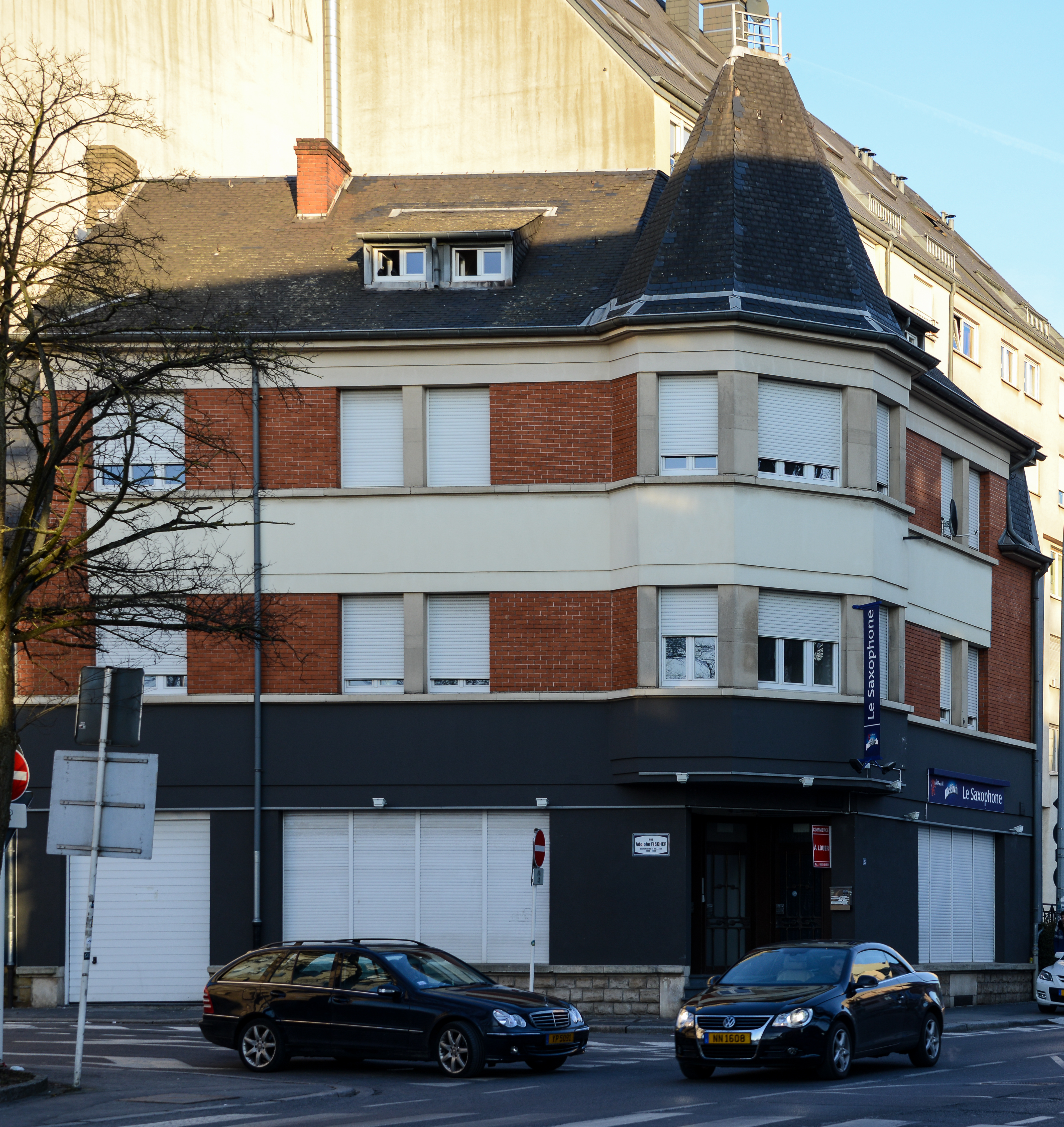
Le Saxophone